# 小黄泥河
小黄泥河，又称新桥河，是流经中国贵州省的一条河流，属于黄泥河左岸支流，因流经云贵高原黄土区，河水常年浑浊，故名。发源于贵州盘县石桥镇家竹箐，大体沿滇黔边界南流（不是省界），至兴义市乌沙镇岔江村入黄泥河。河长99.6公里，河道平均比降4.0‰，流域面积1446平方公里。水力资源理论蕴藏量7.0万千瓦。平均含沙量0.49千克每立方米 。